# Hölö distrikt
Hölö distrikt är ett distrikt i Södertälje kommun och Stockholms län. 
Distriktet ligger sydväst om Södertälje.

## Tidigare administrativ tillhörighet
Distriktet inrättades 2016 och utgörs av socknen Hölö i Södertälje kommun.
Området motsvarar den omfattning Hölö församling hade vid årsskiftet 1999/2000.